# Slaget ved Borst
Slaget ved Borst blev udkæmpet ved Borstbækken, nord for Vombsøen i Østerby sogn i Skåne, den 25. marts 1644 under Horns krig.
Kampen stod mellem en svensk provianteringsekspedition, en kavaleritrop på 300 mand ledet af generalmajor Hans Wachtmeister og en skånsk styrke på cirka 500 bønder fra Fers herred udstyret med le og økser. Skåningerne blev massakreret.